# Ryszard Piasecki
Ryszard Tomasz Piasecki (ur. w 1951 w Łodzi) – polski naukowiec-ekonomista, specjalizujący się w ekonomii rozwoju, głównie w odniesieniu do państw Ameryki Łacińskiej. Profesor Uniwersytetu Łódzkiego. Konsul generalny RP w São Paulo (1993–1998) oraz ambasador RP w Chile (2009–2012).

## Życiorys
Zawodowo związany ze swoją Alma Mater – Uniwersytetem Łódzkim, gdzie w 1973 uzyskał tytuł magistra. W 1977 został doktorem nauk ekonomicznych. Od 2003 jest kierownikiem Katedry Ekonomii Rozwoju na Wydziale Ekonomiczno-Socjologicznym. Był także m.in. prodziekanem ds. współpracy z zagranicą. W 2004 otrzymał tytuł naukowy profesora, zaś dwa lata później profesora zwyczajnego. Pełnił szereg funkcji wykładowczych, akademickich na uczelniach zagranicznych. Pracował m.in. w DR Konga-Zairze. Wypromował co najmniej pięcioro doktorów.
Był związany z MSZ. W latach 1993–1998 był konsulem generalnym RP w São Paulo. W latach 1999–2002 pełnił funkcję doradcy ministra spraw zagranicznych. Od 2009 do 2012 był ambasadorem RP w Chile.
Włada językiem angielskim, francuskim, portugalskim i hiszpańskim.

## Odznaczenia
- Krzyż Wielki Orderu Zasługi Chile (2012)[7]
- Krzyż Kawalerski Orderu Odrodzenia Polski (2014)[8]

## Wybrane publikacje
- Rozwój gospodarczy a globalizacja : ekonomia rozwoju w zderzeniu z rzeczywistością, Warszawa: Polskie Wydawnictwo Ekonomiczne, 2002, ISBN 83-208-1459-6.
- Ekonomia rozwoju, Warszawa: Polskie Wydawnictwo Ekonomiczne, 2007, ISBN 83-208-1664-5.